# Антонио Абадија
Антонио Абадија (шп. Antonio Abadía; Сарагоса,   2. јул 1990) је шпански атлетичар специјалиста у трчању на дуге стазе, бронзани са Европског првенства 2016. и учесник Олимпијских игара исте године.

## Значајнији резултати
| Година  | Такмичење                           | Место                  | Пласман | Дисциплина       | Резултат |
| Шпанија | Шпанија                             | Шпанија                | Шпанија | Шпанија          | Шпанија  |
| ------- | ----------------------------------- | ---------------------- | ------- | ---------------- | -------- |
| 2007.   | Европски олимпијски фестивал младих | Београд, Србија        |         | 2.000 м препреке | 5:54,92  |
| 2009.   | Европско јуниорско првенство        | Нови Сад, Србија       |         | 3.000 м препреке | 8:47,45  |
| 2010    | Иберо—Америчко првенство            | Сан Фернандо, Шпанија  | 9.      | 5.000 м          | 14:26.31 |
| 2011.   | Европско У-23 првенство             | Острава, Чешка         | 4.      | 3.000 м препреке | 8:41,82  |
| 2011.   | Универзијада                        | Шенџен, Кина           | 20.     | 5.000 м          | 14:46,31 |
| 2014.   | Светско првенство у дворани         | Сопот, Пољска          | 13.     | 3.000 м          | 7:46,36  |
| 2014.   | Европско првенство у дворани        | Цирих, Швајцарска      | 8.      | 5.000 м          | 14:11,89 |
| 2016.   | Европско првенство                  | Амстердам, Холандија   |         | 10.000 м         | 28:26,07 |
| 2016.   | Олимпијске игре                     | Рио де Женеиро, Бразил | 44.     | 5.000 м          | 14:33,20 |
| 2018.   | Медитеранске игре                   | Тарагона, Шпанија      | 4.      | 5.000 м          | 13:56,74 |
| 2018.   | Европско првенство                  | Берлин, Немачка        | 13.     | 5.000 м          | 13:34,25 |

## Лични рекорди
| Дисциплина        | Резултат | Датум      | Место               |
| 1.500 м           | 3:37,24  | 3.6.2016.  | Уелва (Шпанија)     |
| 3.000 м (дворана) | 7:49,53  | 6.2.2016.  | Сарагоса (Шпанија)  |
| 5.000 м           | 13:12,68 | 22.5.2016. | Хенгело (Холандија) |
| 10.000 м          | 28:07,14 | 9.4.2016.  | Маја (Португалија)  |
| 10 км             | 27:47    | 17.3.2018. | Ларедо (Шпанија)    |